# Rødby
Rødby ist ein Ort auf der dänischen Insel Lolland und Teil der Lolland Kommune in der Region Sjælland. Bis 2006 war Rødby Hauptort der Rødby Kommune, die dem Storstrøms Amt angehörte.
Zum Ort gehört der fünf Kilometer südlich gelegene Fährhafen Rødbyhavn, der von den Fähren der Vogelfluglinie (Betreiber Scandlines) vom deutschen Puttgarden auf Fehmarn aus angelaufen wird. Mit Beschluss vom Februar 2007 soll mittelfristig eine feste Fehmarnbelt-Querung die Fährverbindung ersetzen. Hierzu wurde im September 2008 ein Staatsvertrag zwischen Deutschland und Dänemark unterzeichnet, mittlerweile wird eine Fertigstellung nicht vor 2029 erwartet.

## Name
1231 wird der Ort erstmals als Ruthby bezeichnet. Der Name leitet sich von dem altdänischen Ausdruck ruth für Rodung ab, gehört also zur Gruppe der Rodungsnamen aus der mittelalterlichen Landnahme. Die Ortsnamenendung -by, die im heutigen Dänisch „Stadt“ bedeutet, weist auf einen Hof oder eine Ansammlung von Höfen hin.

## Geschichte
Die Existenz eines Dorfes am (später eingedeichten) Rødbyfjord ist erstmals um 1200 belegt. Es entwickelte sich im Mittelalter zu einer wichtigen Fährstelle. Im 15. und 16. Jahrhundert wurde von hier in großem Umfang Vieh lebend in den Süden exportiert, und die Rødbyer Bauern erhielten weitreichende Handelsprivilegien. In der Mitte des 17. Jahrhunderts verlor der Viehexport an Bedeutung, zudem versandete die Fahrrinne im Rødbyfjord, so dass der Schiffsverkehr auf andere Häfen im Süden Lollands auswich.
1682 erhielt Rødby Stadtrechte verliehen (købstad), verlor im Gegenzug aber das Recht, mit dem Ausland zu handeln. Um das Privileg wieder zu erlangen, wandelte der dänische König 1690 auf Wunsch der Bürger den Status als Stadt wieder in einen Flecken um. Im Jahr 1699 wurde der Ort erneut zur Købstad, behielt aber den vorteilhaften Handel mit Holstein.
Die Sturmflut von 1872 traf das südöstliche Lolland schwer. Die Katastrophe beschleunigte frühere Pläne, den Rødbyfjord trockenzulegen und einen neuen Hafen anzulegen. 1873 begann der Bau eines 2,8 bis 4,8 m hohen Deiches entlang der Südküste Lollands, wobei Entwässerungskanäle und Pumpstationen entstanden. 1930 war der bis zu zwei Meter unter dem Meeresspiegel liegende Fjord endgültig eingedeicht und 1966 trockengelegt, so dass die Gegend für die Landwirtschaft genutzt werden konnte.
Nach drei Jahren Bauzeit war 1912 ein neuer Hafen fertiggestellt, der im Süden der Stadt an der Ostsee liegt. Die Eröffnung des Rødbyhavns und dessen Anschluss an das Eisenbahnnetz über eine Strecke aus Maribo führten zu einem bescheidenen wirtschaftlichen und bevölkerungsmäßigen Wachstum. In seiner Umgebung entstand ein Stadtteil, der einige Industriebetriebe anzog. Eine ausgeprägte Industriestadt wurde Rødby allerdings nie, stattdessen bestimmten ab 1960 Verwaltung und Service das städtische Erwerbsleben.

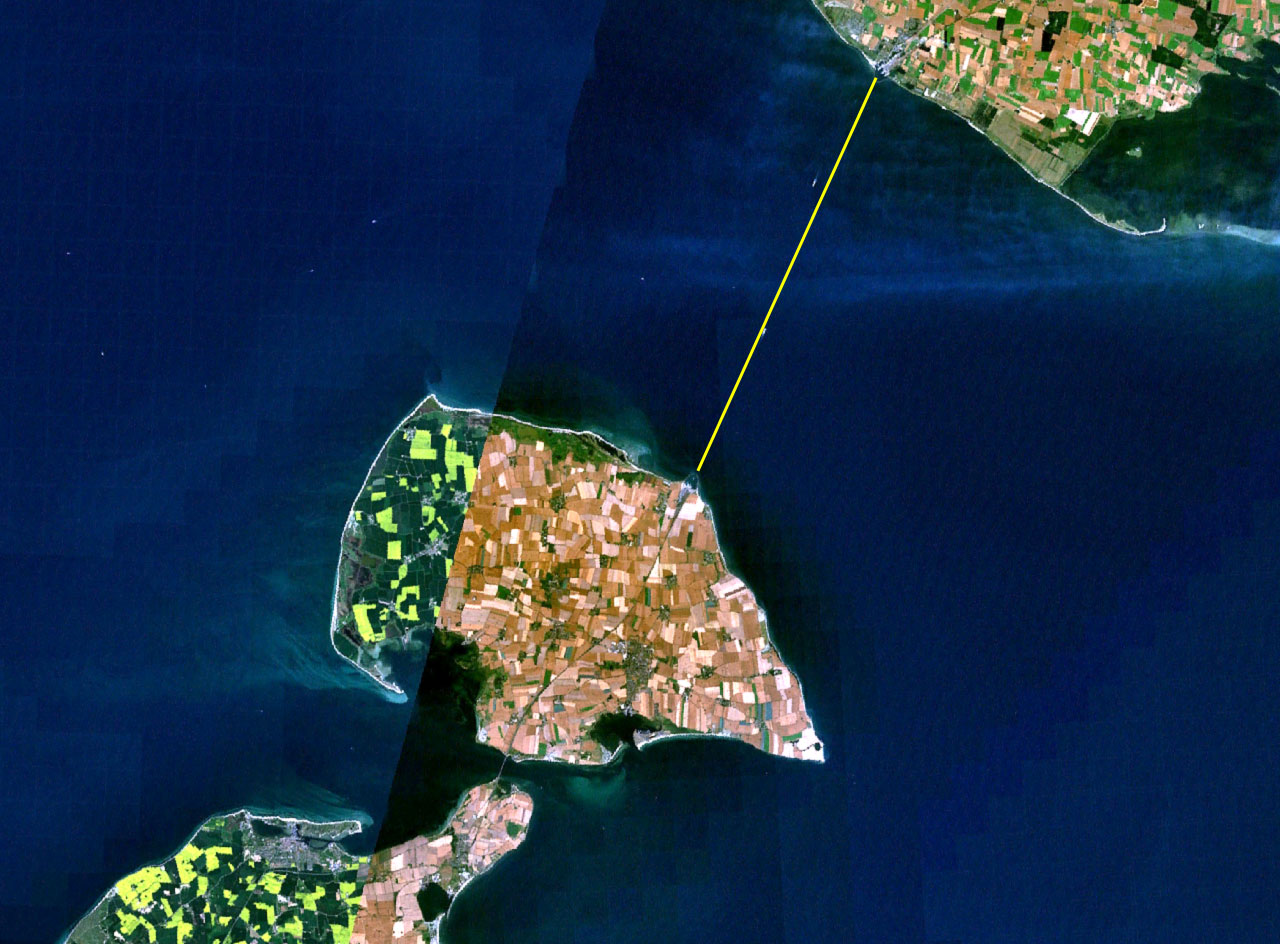
Satellitenbild mit der Schiffsroute Rødby – Puttgarden, die der geplanten Linie der festen Fehmarnbelt-Querung entspricht

Seinen größten Aufschwung erlebte Rødby mit der Eröffnung der Fährverbindung nach Puttgarden 1963. Die Einwohnerzahl stieg innerhalb von fünf Jahren von 4.000 auf 5.200 im Jahr 1965. 1965 wurde auch der Flughafen Lolland-Falster eröffnet, der später mehrfach ausgebaut wurde.
Seit den 1970er Jahren nimmt die Bevölkerung in der Region wieder ab. Auch das 1988 eröffnete Ferienzentrum Lalandia, das im Jahr 2006 rund 720.000 Übernachtungen zu verzeichnen hatte, konnte den Bevölkerungsschwund nicht aufhalten. Zudem verlor Rødby nach der Kommunalreform im Jahr 2007, bei welcher die Stadt in der neuen Großkommune Lolland aufging, seine Rolle als Verwaltungszentrum der Gemeinde. Alle wichtigen Verwaltungseinrichtungen befinden sich nun in der 12 km entfernten Stadt Maribo.

## Bauwerke und Strand

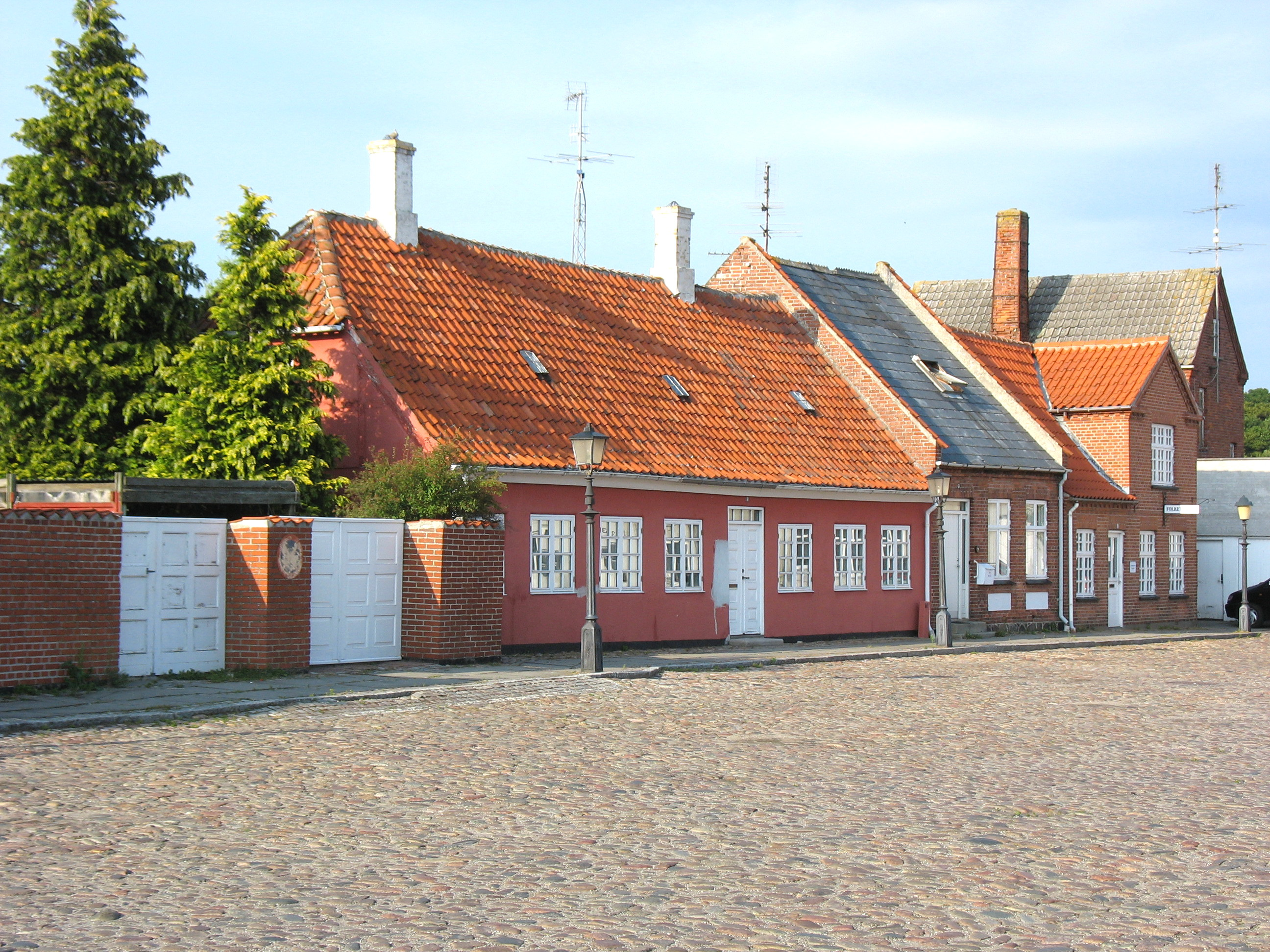
Marktplatz

In der Stadt liegen Speicher und Kaufmannshöfe, die von der Geschichte als Hafenstadt zeugen. Der Kaufmannshof Willers Gård in der Vestergade 1 stammt von 1729 und beherbergt seit den 1990er Jahren unter anderem die Touristinformation. Eine Säule in der Nørregade zeigt den Wasserstand an, der bei der Sturmflut von 1872 erreicht wurde. Während der Sturmflut lag einzig die Kirche von Rødby, die um 1225 entstand, hoch genug, um Zuflucht vor dem Wasser zu bieten.
In dem Hof Ravgården in der Østergade 5 betreibt die Familie Jacobsen ein Bernsteinmuseum mit Schauwerkstatt.
Neben dem Hafengelände in Rødbyhavn liegt ein langer Badestrand, der aufgrund der guten Wasserqualität und seines gepflegten Zustands die Blaue Flagge trägt.
Unmittelbar hinter den Dünen wurde ein Granitfindling aufgestellt (Stormflodsstenen), um an die Sturmflut des Jahres 1872 zu erinnern. Des Weiteren können Besucher 10 km nordöstlich vom Hafen im Mindeparken Rødby Fjord Details zur Landgewinnung erfahren.

## Sonstiges
In Rødby und Rødbyhavn ist Helle Helles Roman Rødby-Puttgarden (2005, dt. 2010) angesiedelt.

## Söhne und Töchter
- Lars Dalager (1722–1772), Kaufmann
- Carl Dalager (1726–1799), Kaufmann und Grönlandpionier
- Aage Ibsen (1847–1915), Schriftsteller und Arzt
- Michael Damgaard (* 1990), Handballspieler